# Retama
Retama là một chi thực vật trong họ Đậu.

## Hình ảnh

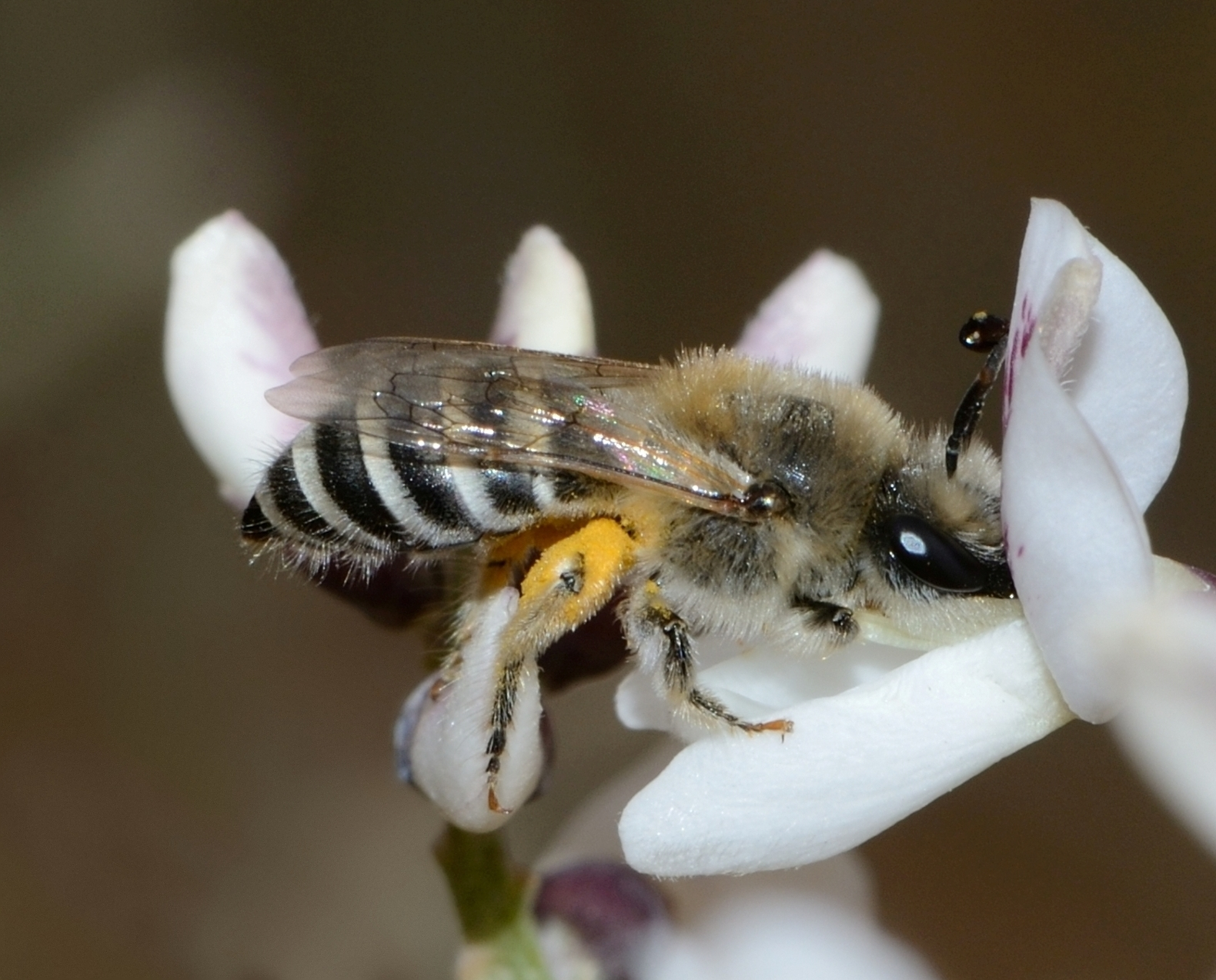

## Các loài
- Retama dasycarpa Coss.
- Retama monosperma (L.) Boiss.
  - subsp. bovei (Spach) Maire
  - subsp. monosperma (L.) Boiss.
- Retama raetam (Forssk.) Webb
  - subsp. gussonei (Webb) Greuter
  - subsp. raetam (Forssk.) Webb
- Retama sphaerocarpa (L.) Boiss.

## Các loài chưa được công nhận
- Retama albiflora Raf.
- Retama angulata Griseb.
- Retama atlantica Pomel
- Retama bovei (Spach) Webb
- Retama hipponensis Webb
- Retama lutea Raf.
- Retama microcarpa Webb
- Retama parviflora (Vent.) Webb
- Retama recutita Webb ex Bolle
- Retama webbii Webb